# Тоні Данн
Ентоні Пітер Данн (англ. Anthony Peter Dunne; нар 24 липня 1941, Дублін, Ірландія, — 8 червня 2020), більш відомий як Тоні Данн (англ. Tony Dunne) — ірландський футболіст, лівий захисник. Протягом 13-ти років виступав за англійський клуб «Манчестер Юнайтед», з яким виграв два чемпіонські титули Першого дивізіону і Кубок європейських чемпіонів.

## Клубна кар'єра
Уродженець Дубліна, Тоні Данн почав кар'єру в клубі «Стелла Маріс». З 1958 по 1960 роки виступав за «Шелбурн», у складі якого виграв Молодіжний кубок Ірландії в 1959 році, а в 1960 році став володарем Кубка Ірландії.
У 1960 році перейшов в англійський клуб «Манчестер Юнайтед», сума трансферу склала, за різними даними, від 5000 до 6000 фунтів. Дебютував у складі «Манчестер Юнайтед» 15 жовтня 1960 року в матчі проти «Бернлі». Всього в сезоні 1960/61 Данн провів за «Юнайтед» 4 матчі. Головний тренер «Юнайтед» Метт Басбі рідко ставив молодого ірландця в основний склад, проте після травми Ноела Кантвелла в листопаді 1961 року Данн почав регулярно грати за основу. У сезоні 1961/62 він провів за клуб 35 матчів. У сезоні 1962/63 Данн провів 28 матчів, включаючи фінал Кубка Англії проти «Лестер Сіті».
Вміння Данна грати як на правому, так і на лівому фланзі оборони дозволили йому стати одним з ключових гравців клубу. У сезоні 1963/64 «Юнайтед» брав участь у чемпіонській гонці, посівши у підсумку 2-ге місце, а також бився в Кубку Англії, дійшовши до півфіналу, і в Кубку володарів кубків, програвши у чвертьфіналі. Сезон 1964/65 виявився для клубу більш вдалим: «Манчестер Юнайтед» став чемпіоном Англії. Тоні Данн був одним з чотирьох футболістів «Юнайтед», які провели в тому переможному розіграші чемпіонату все 42 матчі (трьома іншими були Шей Бреннан, Білл Фоулкс і Джон Коннеллі).
У сезоні 1965/66 Тоні Данн забив свій перший гол за «Юнайтед» у матчі проти «Вест Бромвіч Альбіон» 4 травня 1966 року. У сезоні 1966/67 Данн вдруге став чемпіоном Англії, зігравши за «Юнайтед» в 40 матчах ліги з 42. У сезоні 1967/68 виграв Кубок європейських чемпіонів, взявши участь у всіх без винятку іграх в цьому турнірі.
Сезон 1972/73 став для Данна останнім у футболці «Манчестер Юнайтед». Всього він провів за клуб 539 матчів і забив 2 м'ячі.
Влітку 1973 року Данн в статусі вільного агента перейшов в «Болтон Вондерерз». Виступав за Болтон протягом шести сезонів, зігравши 193 матчі.
В 1979 році один сезон провів у США за клуб Північноамериканської футбольної ліги «Детройт Експрес», після чого завершив кар'єру гравця.
З 1979 по 1981 роки був асистентом головного тренера «Болтон Вондерерз». У 1982 році змінив свого колишнього одноклубника Білла Фоулкса на посаді головного тренера клубу норвезького клубу «Стейнг'єр».

## Кар'єра в збірній
Дебютував у складі національної збірної Ірландії 8 квітня 1962 року в матчі проти Австрії. Виступав за збірну протягом 13 років, зігравши 33 матчі на позиціях крайнього і центрального захисника. Чотири рази виводив збірну з капітанською пов'язкою.

## Досягнення
Шелбурн
- Володар Кубка Ірландії: 1959/60

 Манчестер Юнайтед
- Чемпіон Англії (2): 1964/65, 1966/67
- Переможець Кубка європейських чемпіонів: 1967/68
- Володар Кубка Англії: 1962/63
- Володар Суперкубка Англії (2): 1965, 1967

 Болтон Вондерерз
- Переможець Другого дивізіону: 1977/78

## Статистика виступів
| Клуб              | Сезон             | Ліга | Ліга | Кубки | Кубки | Єврокубки | Єврокубки | Інше | Інше | Всього | Всього |
| Клуб              | Сезон             | Ігри | Голи | Ігри  | Голи  | Ігри      | Голи      | Ігри | Голи | Ігры   | Голы   |
| ----------------- | ----------------- | ---- | ---- | ----- | ----- | --------- | --------- | ---- | ---- | ------ | ------ |
| Шелбурн           | 1959/60           | 18   | 4    | 1+    | 0     | 0         | 0         | 0    | 0    | 19+    | 4      |
| Шелбурн           | Всього            | 18   | 4    | 1+    | 0     | 0         | 0         | 0    | 0    | 19+    | 4      |
| Манчестер Юнайтед | 1960/61           | 3    | 0    | 1     | 0     | 0         | 0         | 0    | 0    | 4      | 0      |
| Манчестер Юнайтед | 1961/62           | 28   | 0    | 7     | 0     | 0         | 0         | 0    | 0    | 35     | 0      |
| Манчестер Юнайтед | 1962/63           | 25   | 0    | 3     | 0     | 0         | 0         | 0    | 0    | 28     | 0      |
| Манчестер Юнайтед | 1963/64           | 40   | 0    | 7     | 0     | 6         | 0         | 1    | 0    | 54     | 0      |
| Манчестер Юнайтед | 1964/65           | 42   | 0    | 7     | 0     | 11        | 0         | 0    | 0    | 60     | 0      |
| Манчестер Юнайтед | 1965/66           | 40   | 1    | 7     | 0     | 8         | 0         | 1    | 0    | 56     | 1      |
| Манчестер Юнайтед | 1966/67           | 40   | 0    | 3     | 0     | 0         | 0         | 0    | 0    | 43     | 0      |
| Манчестер Юнайтед | 1967/68           | 37   | 1    | 2     | 0     | 9         | 0         | 1    | 0    | 49     | 1      |
| Манчестер Юнайтед | 1968/69           | 33   | 0    | 6     | 0     | 6         | 0         | 2    | 0    | 47     | 0      |
| Манчестер Юнайтед | 1969/70           | 33   | 0    | 15    | 0     | 0         | 0         | 0    | 0    | 48     | 0      |
| Манчестер Юнайтед | 1970/71           | 35   | 0    | 7     | 0     | 0         | 0         | 3    | 0    | 45     | 0      |
| Манчестер Юнайтед | 1971/72           | 34   | 0    | 7     | 0     | 0         | 0         | 1    | 0    | 42     | 0      |
| Манчестер Юнайтед | 1972/73           | 24   | 0    | 4     | 0     | 0         | 0         | 0    | 0    | 28     | 0      |
| Манчестер Юнайтед | Всього            | 414  | 2    | 76    | 0     | 40        | 0         | 9    | 0    | 539    | 2      |
| Болтон Вондерерз  | 1973/74           | 12   | 0    | ?     | 0     | -         | -         | 0    | 0    | ?      | 0      |
| Болтон Вондерерз  | 1974/75           | 34   | 0    | ?     | 0     | -         | -         | 0    | 0    | ?      | 0      |
| Болтон Вондерерз  | 1975/76           | 35   | 0    | ?     | 0     | -         | -         | 0    | 0    | ?      | 0      |
| Болтон Вондерерз  | 1976/77           | 31   | 0    | ?     | 0     | -         | -         | 0    | 0    | ?      | 0      |
| Болтон Вондерерз  | 1977/78           | 32   | 0    | ?     | 0     | -         | -         | 0    | 0    | ?      | 0      |
| Болтон Вондерерз  | 1978/79           | 26   | 0    | ?     | 0     | 0         | 0         | 0    | 0    | ?      | 0      |
| Болтон Вондерерз  | Всього            | 170  | 0    | 23    | 0     | 0         | 0         | 0    | 0    | 193    | 0      |
| Детройт Експрес   | 1979              | 12   | 0    | -     | -     | -         | -         | -    | -    | 12     | 0      |
| Детройт Експрес   | Всього            | 12   | 0    | 0     | 0     | 0         | 0         | 0    | 0    | 12     | 0      |
| Всього за кар'єру | Всього за кар'єру | 614  | 6    | 100+  | 0     | 40        | 0         | 9    | 0    | 763+   | 6      |